# Кудря, Николай Данилович
Николай Данилович Кудря (7 ноября 1921 — 26 мая 1943) — младший лейтенант Рабоче-крестьянской Красной Армии, участник Великой Отечественной войны, Герой Советского Союза (1943).

## Биография
Родился 7 ноября 1921 года в селе Ярылгач (ныне — Межводное Черноморского района Крыма). Окончил девять классов школы и аэроклуб. В 1940 году был призван на службу в Рабоче-крестьянскую Красную Армию. В 1941 году окончил Качинскую военную авиационную школу пилотов. С февраля 1943 года — на фронтах Великой Отечественной войны, был старшим лётчиком 45-го истребительно авиаполка 216-й смешанной авиадивизии 4-й воздушной армии Северо-Кавказского фронта.
За время своего участия в боях совершил 53 боевых вылета, принял участие в 24 воздушных боях, сбив 10 вражеских самолётов лично и 1 в группе.
Указом Президиума Верховного Совета СССР «О присвоении звания Героя Советского Союза начальствующему составу Военно-Воздушных сил Красной Армии» от 24 мая 1943 года за «образцовое выполнение боевых заданий командования на фронте борьбы с немецкими захватчиками и проявленные при этом отвагу и геройство» был удостоен высокого звания Героя Советского Союза.
Орден Ленина и медаль «Золотая Звезда» он получить не успел, так как погиб в бою над Кубанью 26 мая 1943 года. Похоронен в сквере имени Ленина в Славянске-на-Кубани.
Был также награждён двумя орденами Красного Знамени (5.04.1943, 22.04.1943) и медалью «За оборону Кавказа».